# Bexleyheath
Bexleyheath é uma localidade no borough de Bexley, na Região de Londres, na Inglaterra. Está localizado a 12 milhas (19,3 quilômetros) a leste e sudeste de Charing Cross, e identificado no London Plan como um dos 35 maiores centros da Região de Londres.
Ficou conhecido no mundo inteiro por ser o local do nascimento da cantora Kate Bush. 